# Chris Daughtry
Chris Daughtry (pronuncia /ˈdɔːtri/) (Roanoke Rapids, 26 dicembre 1979) è un cantante e chitarrista statunitense, noto per essere il leader e fondatore della band Daughtry.
Si è fatto notare per la sua partecipazione al programma American Idol, in cui si è piazzato quarto.

## Carriera

### Cadence
Durante gli anni del liceo, Daughtry militava in una band chiamata Cadence. Nel gruppo, lui era il cantante e suonava la chitarra. La band produsse un unico album, All Eyes on You (1999), un pezzo molto raro che si trova solo tramite eBay.

### Absent Element
Dopo aver lasciato i Cadence, Daughtry entrò a far parte degli Absent Element, composti da: Daughtry, cantante e chitarra ritmica; Mark Perry, chitarra solista; Ryan Andrews, basso; Scott Crawford, batteria. Nel 2005 la band pubblico l'album Uprooted. Il CD contiene le canzoni "Conviction" e "Brakedown", che Daughtry registrerà nuovamente per inserirle in Daughtry
Nel 2005 Chris partecipò a un'audizione per il programma Rock Star: INXS della CBS. Tuttavia, non riuscì ad approdare alla fase registrata del programma. Anche il batterista Joy Barnes, che farà parte della prima formazione dei Daughtry, partecipò all'audizione e arrivò alle registrazioni, ma terminò la sua esperienza poco dopo a causa di un'incomprensione riguardo al suo contratto.

### American Idol
Daughtry partecipò alle audizione per American Idol a Denver, Colorado, con la canzone "The Letter" dei The Box Tops. La giuria lo scelse per le sue influenze southern e hard rock. Passò l'audizione con un giudizio diviso: approvato da Paula Abdul e Randy Jackson, disapprovato da Simon Cowell. Simon disse che Daughtry era troppo robotico. Dopo varie prove, riuscì ad arrivare tra i quattro finalisti del 10 maggio 2006 e si piazzò quarto.

### Performance adAmerican Idol
| Settimana         | Tema                                    | Brano                                 | Artista originale     | Esito     |
| ----------------- | --------------------------------------- | ------------------------------------- | --------------------- | --------- |
| Audizioni         | Scelta libera                           | The Letter                            | The Box Tops          | Passato   |
| Hollywood         | Performance di gruppo                   | Emotion con Ace Young e Bobby Bullard | Samantha Sang         | Passato   |
| Semifinali Top 24 | Scelta libera                           | Wanted Dead or Alive                  | Bon Jovi              | Salvo     |
| Semifinali Top 20 | Scelta libera                           | Hemorrhage (In My Hands)              | Fuel                  | Salvo     |
| Semifinali Top 16 | Scelta libera                           | Broken                                | Seether feat. Amy Lee | Salvo     |
| Top 12            | Canzoni di Stevie Wonder                | Higher Ground                         | Stevie Wonder         | Salvo     |
| Top 11            | Hits degli anni '50                     | I Walk the Line                       | Johnny Cash           | Salvo     |
| Top 10            | Hit del XXI secolo                      | What If                               | Creed                 | Salvo     |
| Top 9             | Country Music                           | Making Memories of Us                 | Keith Urban           | Salvo     |
| Top 8             | Musica dei Queen                        | Innuendo                              | Queen                 | Salvo     |
| Top 7             | Il Grande Libro Della Canzone Americana | What a Wonderful World                | Louis Armstrong       | Penultimo |
| Top 6             | Le più Grandi Canzoni d'Amore           | Have You Ever Really Loved a Woman?   | Bryan Adams           | Salvo     |
| Top 5             | Anno in cui sono nati                   | Renegade                              | Styx                  | Salvo     |
| Top 5             | Billboard Top 10                        | I Dare You                            | Shinedown             | Salvo     |
| Top 4             | Canzoni di Elvis                        | Suspicious Minds                      | Elvis Presley         | Eliminato |
| Top 4             | Canzoni di Elvis                        | A Little Less Conversation            | Elvis Presley         | Eliminato |

### Daughtry
Dopo la sua eliminazione, i Fuel gli proposero di diventare il nuovo cantante della band, ma Daughtry rifiutò. Quindi, la RCA records gli offrì un contratto e formò la band Daughtry. Il loro primo album, Daughtry, divenne "The fastest selling debut rock album" nella storia di Nielsen SoundScan, vendendo più di un milione di copie dopo cinque settimane dalla pubblicazione. L'album è stato registrato prima dell'effettiva formazione della band, rendendo Chris Daughtry l'unico membro ufficiale presente nell'album. Dopo Daughtry, seguirono altri due album: Leave This Town e Break the Spell

### Collaborazioni
Nel 2008, Chris Daughtry incise una canzone con i Sevendust intitolata "The Past", contenuta nell'album Chapter VII: Hope & Sorrow. Nello stesso anno partecipò alla canzone "By the Way" dei Theory of a Deadman, contenuta nell'album Scars & Souvenirs e collaborò con i Third Day per la canzone "Slow Down", dall'album Revelation. Nel 2009 i Daughtry parteciparono all'album Shock Value II di Timbaland, registrando la canzone "Long Way Down".
Nel 2010, Chris Daughtry partecipò all'album di Carlos Santana Guitar Heaven: The Greatest Guitar Classics of All Time cantando una cover della canzone "Photograph" dei Def Leppard.

## Vita personale
Durante una delle puntate di American Idol (prima di cantare "Broken" dei Seether), Daughtry ha rivelato di star diventando calvo e di radersi la testa a zero per avere un aspetto più presentabile. L'11 novembre 2000 si è sposato con Deanna Daughtry, da cui ha avuto tre figli: Griffin, nato il 30 giugno 1998 e due gemelli, Adalynn Rose e Noah James, nati il 17 novembre 2010. La coppia ha una quarta figlia, Hanna, nata il 7 settembre 1996, nata dal precedente matrimonio di Deanna e deceduta il 14 novembre 2021 per cause da chiarire. In un'intervista nel dicembre 2007, intervistato dal Gibson Lifestyle, Chris Daughtry ha affermato:
(Chris Daughtry, Gibson Lifestyle)

## Influenze
Le influenze musicali di Chris Daughtry provengono da: Creed, Bush, Live, Pearl Jam, Alice in Chains, Soundgarden, Stone Temple Pilots, Journey, Bon Jovi e Fuel.

## Discografia

### Cadence
- 1999 – All Eyes on You

### Absent Element
- 2005 - Uprooted

## Collaborazioni
| Anno | Artista             | Album                                                   | Traccia                   | Ruolo       |
| ---- | ------------------- | ------------------------------------------------------- | ------------------------- | ----------- |
| 2008 | Sevendust           | Chapter VII: Hope & Sorrow                              | "The Past"                | Voce        |
| 2008 | Theory of a Deadman | Scars & Souvenirs                                       | "By the Way"              | Cori        |
| 2008 | Third Day           | Revelation                                              | "Slow Down"               | Cori        |
| 2009 | Timbaland           | Shock Value II                                          | "Long Way Down"           | Voce        |
| 2009 | Kris Allen          | Kris Allen                                              | "Send Me All Your Angels" | Compositore |
| 2009 | Allison Iraheta     | Just Like You                                           | "Don't Wanna Be Wrong"    | Compositore |
| 2010 | Day of Fire         | Losing All                                              | "Hello Heartache"         | Compositore |
| 2010 | Day of Fire         | Losing All                                              | "When I See You"          | Compositore |
| 2010 | Day of Fire         | Losing All                                              | "Airplane"                | Compositore |
| 2010 | Lifehouse           | Smoke & Mirrors                                         | "Had Enough"              | Cori        |
| 2010 | Carlos Santana      | Guitar Heaven: The Greatest Guitar Classics of All Time | "Photograph"              | Voce        |
| 2012 | AA.VV.              | Pacific Standard Time                                   | "4 A.M."                  | Voce        |
| 2013 | Colton Dixon        | Colton Dixon - a Messenger                              | "Failed US"               | Compositore |